# Косвенная агрессия
Ко́свенная агре́ссия — это агрессивное поведение, направленность которого против какого-то человека или предмета скрывается или не осознается самим субъектом агрессии.
Под этим термином понимают агрессию, которая окольными путями направлена на другое лицо, а также агрессию, которая ни на кого не направлена. Вербально косвенная агрессия может проявляться в виде злословия и несогласия, в виде обвинения или угрозы, либо в виде демонстративного крика. Физически она также может выражаться в причинении вреда не жертве, а его близкому или его имуществу, домашним любимцам. При этом косвенная агрессия может быть ненаправленной и применяться в сторону более доступного объекта (хлопанье дверями, удары кулаком по столу, гневные крики, топанье ногами и тому подобное).
Профессор психологии Леонард Берковиц считал, что косвенная агрессия является проявлением подавленной прямой агрессии.

## Формы косвенной агрессии
А. Бассом была создана развёрнутая классификацией агрессивного поведения. Он выделяет три основных параметра, по которым характеризует формы агрессивного поведения: 1) физическая — вербальная агрессия; 2) активная — пассивная агрессия; 3) прямая — косвенная агрессия.
Комбинируя эти параметры можно получить следующие формы косвенной агрессии:
1. Активная физическая косвенная агрессия — выражается в нанесении телесных повреждений заместителю жертвы, то есть не человеку, вызывающему у нас раздражение, а другому индивиду; также может проявляться в форме нанесения повреждений животному или разрушения неживых объектов. Данное поведение может являться иллюстрацией такого защитного механизма психики, как вымещение. Сговор также является примером физической косвенной агрессии, так как может быть выражен в настраивании и побуждении других людей нанести физический ущерб объекту агрессии.
2. Активная вербальная косвенная агрессия — проявляется в виде неприятных шуток, сплетен, злословия в адрес человека. Данная форма может нанести вред карьере жертвы агрессии, её репутации.
3. Пассивная физическая косвенная агрессия (негативизм) — выражается в отказе, уклонении человека от выполнения поставленных задач, или в выполнении действий, намеренно противоположных требованиям и ожиданиям.
4. Пассивная вербальная косвенная агрессия — выражается в позиции несоглашения, когда человек отказывается давать необходимую информацию или объяснения, которых от него ожидают. Также может быть выражена в отказе высказываться в защиту человека, если тот подвергается унижению или обвинению.

## Элементы косвенной агрессии
Косвенная агрессия может включать следующие элементы:
Вербальные элементы:
- клевета
- сплетни
- злословие
- злобные штуки
- гневные крики
- не вступление в защиту жертвы

Физические элементы
- сговор
- нанесение телесных повреждений заместителю жертвы
- удары по неживым объектам
- экспрессивные телодвижения (топанье ногами, пинки и так далее)
- отказ или уклонение от чего либо

## Гендерные особенности в проявлении косвенной агрессии
Результаты исследований показывают, что у девочек в целом косвенная агрессия развивается раньше, чем у мальчиков. Это предположительно происходит из-за того, что девочки с раннего возраста отказываются от применения грубой силы в играх, и несколько более чувствительны к словесным замечаниям. Поэтому девочкам необходимо разрабатывать менее очевидные стратегии выхода агрессии в более раннем возрасте. После начала среднего подросткового возраста происходит увеличение сложности социальных навыков, проявления косвенной агрессии становятся менее отчётливыми. По этой причине большинство исследований в данной сфере проводилось в рамках изучения косвенной агрессии в школьном возрасте.
Однако исследования гендерных особенностей в проявлении косвенной агрессии были проведены и на группах взрослых людей. Так в одном из следований было выявлено, что мужчины и женщины по разному иллюстрируют косвенную агрессию в рабочей среде, мужчины предпочитают использовать рационально появляющуюся агрессию, а женщины используют менее сложные социальные манипуляции. По результатам исследования с помощью методики измерения косвенной агрессии IAS среди взрослого российского населения, существенных гендерных различий установлено не было.